# Kirkwood (månkrater)
För andra betydelser, se Kirkwood.
Kirkwood är en nedslagskrater på månens baksida. Kirkwood har fått sitt namn efter astronomen Daniel Kirkwood.
Kratern har en diameter på ungefär 68 km.

## Satellitkratrar
| Kirkwood | Latitud | Longitud | Diameter |
| -------- | ------- | -------- | -------- |
| T        | 69.4° N | 165.2° V | 18,6 km  |
| Y        | 72.2° N | 157.5° V | 17,2 km  |